# Holiday hideaway
Holiday hideaway was de debuutsingle van Water.
Deze band rondom Ron Westerbeek probeerde midden jaren zeventig een plaats binnen de Nederlandse popmuziek te veroveren. Van de redelijk bekende elpee On the second day werd Holiday hideaway (B-kant: All around you tumble) gekozen tot promotiesingle. Het lied gaat over een verlaten stad als een groot deel van de bewoners op vakantie zijn.
Het werd geen succes; de elpee zou wel de albumlijsten hebben gehaald (onbekend is welke), maar de single kwam in najaar 1976 niet verder dan de tipparades. Ook de volgende single Tonight, tonight (met The second day) werd geen succes.
Het lied was geschreven door Ron Westerbeek, André Bleeker en Debra Wokaty; muziekproducent was Piet Souer.